# 1980年代・1990年代のJRダイヤ改正
1980年代・1990年代のJRダイヤ改正（1980ねんだい 1990ねんだいのジェイアールダイヤかいせい）では、1980年代および1990年代にJRグループ各社線で行われた各ダイヤ改正について記す。
ただし、国鉄分割民営化による JRグループ各社発足が1987年（昭和62年）4月1日であるため、前身である国鉄でそれ以前に実施された同年代のダイヤ改正については1976年-1987年の国鉄ダイヤ改正参照。

## 1987年（昭和62年）

### 6月15日
広島地区では、可部線・呉線で列車の増発が行われた。特に可部線では、広島発の終電が22時過ぎから23時台に繰り下げられた。

### 10月2日
瀬戸大橋線工事にからむ予讃本線（当時の呼び名）の宇多津駅移転、それに関連して坂出駅 - 多度津駅間が電化され、高松駅 - 観音寺駅・琴平駅間の普通列車の大半が電気運転を行うようになった。

## 1988年（昭和63年）
分割民営化当初は、各社の運行体制の確立と経営の安定性を確認する目的から全国規模のダイヤ改正は行われなかったが、3月13日に青函トンネルが、4月10日に瀬戸大橋が開業したことによってJRグループ7社のレールが結ばれた事から、JR発足後初のダイヤ改正が行われた。これは日本列島がすべて鉄路で結ばれたことを表し、「一本列島」というキャッチコピーがJRによって作られた。また、この他の各社でもダイヤ改正が実施された。

### 3月13日
青函トンネル開業に伴う大規模ダイヤ改正。詳細は一本列島を参照。

### 4月10日
瀬戸大橋開業に伴う大規模ダイヤ改正。詳細は一本列島を参照。

### 7月6日
東日本の山手線で、103系から205系への置き換え完了に伴うダイヤ改正を実施。
東日本管内では新駅の開業が行われ、直前の6月20日には水戸線に玉戸駅・大和駅が、8月6日には常磐線に逢隈駅がそれぞれ開業した。

### 7月16日
西日本の福知山地区でダイヤ改正。
第三セクターの宮福鉄道（福知山駅 - 宮津駅間。現在の京都丹後鉄道宮福線）が開業し、大阪駅 - 天橋立駅間に特急「エーデル丹後」、急行「みやづ」が運転開始されるなど、京都・大阪方面から丹後方面へのアクセスが向上した。

### 9月1日
九州では、上山田線が廃止され、バスに転換された。

### 9月19日
北海道では、6月9日から行われていた青函連絡船の復活運航が前日に終了したのを受けて、同航路が正式に廃止され、名実ともに80年の歴史に幕を閉じた。

### 10月1日
西日本では、北陸本線に明峰駅が開業した。

### 10月25日
東日本では、長井線が山形鉄道（フラワー長井線）に移管された。

### 11月3日
北海道で、札幌駅周辺の高架化工事進捗、札幌駅 - 苗穂駅間複々線化などに伴うダイヤ改正が行われた。
急行「宗谷」「天北」が14系からキハ400系に置き換えられた。
札幌都市圏に721系が投入された。
根室本線に新大楽毛駅が開業した。
特急「ライラック」「オホーツク」の所要時間が短縮された。
特急「ホワイトアロー」全列車が深川駅に停車するようになった。

### 12月1日
東日本でダイヤ改正。
京葉線が新木場駅まで延長された。貨物列車のみ運行されていた千葉みなと駅 - 蘇我駅間で旅客営業を開始した。京葉線の運行形態は西船橋駅 - 千葉みなと駅間から新木場駅 - 蘇我駅間に変更され、武蔵野線の電車が西船橋駅を経由して南船橋駅（一部列車は新習志野駅）および新木場駅に直通運転する形態となった。延長によって新木場・葛西臨海公園・舞浜・新浦安・市川塩浜・二俣新町の6駅が新たに開業した。
中央快速線では、国分寺駅の構内が拡張され、中央線快速のダイヤパターンが大幅に変更された。特別快速は高尾駅・大月駅発着の「中央特快」と青梅線直通の「青梅特快」に分けられ、「中央特快」が国分寺駅に停車するようになった。
横浜線では、205系が投入された。(営業運転開始は9月22日)
この改正と前後して新駅の設置も行われ、改正当日に小海線に美里駅が開業したほか、直前の11月18日には仙山線に東照宮駅が、直後の12月17日は昭和最後の新駅である高崎線に北上尾駅がそれぞれ開業した。

### 12月4日
西日本では、湖西線に小野駅が開業した。

## 1989年（平成元年）

### 3月11日
平成時代初のダイヤ改正が実施された。
新幹線
東海道・山陽新幹線で100系「グランドひかり」が運転を開始した。東海道区間の「こだま」が順次16両編成に増強され、この区間を走る100系G編成使用の「ひかり」が大幅に置き換えられた。また、朝晩の西明石駅発着の「ひかり」が姫路駅発着に延長された。
在来線特急・急行
JR東日本では、新たに製造された651系を使用して、常磐線で特急「スーパーひたち」の運転が開始された。また、田沢湖線の特急「たざわ」は1往復（盛岡駅 - 秋田駅間）が増発されて14往復となり、全列車の通常時の編成両数も3両から5両に増強された。
JR東海では、新製のキハ85系を特急「ひだ」に導入開始し、大幅なスピードアップが図られた。
JR西日本では、特急「スーパー雷鳥」・「エーデル鳥取」（従来の特急「北近畿」の鳥取駅までの延長運転）が新設された。
JR四国では、世界初の振り子式気動車となる2000系気動車の試作編成「TSE」が投入され、臨時特急「南風51・52号」「しまんと51・52号」として営業運転を開始した。
JR九州では、特急「ゆふいんの森」が、国鉄時代の気動車を改造車両を導入して新設された。このほか、特急「かもめ」に783系が導入された。
「スーパーひたち」・「スーパー雷鳥」は最高速度が在来線初の時速130kmとなり、在来線では「ヨンサントオ」（1968年10月1日ダイヤ改正）以来更新されることがなかった、最高速度時速120kmを20年半ぶりに塗り替えることになった。
急行列車に関しては削減が進み、大阪駅から姫新線を経由して津山方面へ向かう急行「みささ」・「みまさか」が廃止され、その他の路線に関しても特急列車への格上げが進んだ。九州では「えびの」の延長運転を行い、既存の列車に関しても従来の車両設備をグレードアップを行った。
寝台特急（ブルートレイン）では寝台車の個室の導入が進み、「北斗星」では1往復（3・4号）を定期列車に格上げし、個室の比率を大幅に高めた。「はやぶさ」・「富士」・「北陸」ではA寝台個室（シングルデラックスは「北陸」のみ）、B個室寝台「ソロ」が組み込まれた。

普通・快速
東日本
首都圏では東海道線東京駅 - 熱海駅間で快速「アクティー」が新設されるなど、中距離電車の快速列車が大幅に増えた。211系が追加投入され、東海道線では2階建てグリーン車が登場した。
京浜東北線・根岸線・中央・総武線各駅停車・埼京線・川越線（大宮駅 - 川越駅間）・南武線では、205系が投入された。このほか、横浜線では103系が引退し、205系に統一された。
直後の3月29日にて、足尾線がわたらせ渓谷鐵道（わたらせ渓谷線）に移管された。
東海
名古屋地区では、東海道線の蒲郡駅 - 大垣駅間で新快速が運行を開始した。
関西本線では、213系が導入され、165系の置き換えを行った。また、名古屋駅 - 四日市駅間で日中の普通が増発された。
高山線・太多線・三重地区では、ワンマン対応のキハ11形が導入された。
西日本
近畿地区アーバンネットワークでは221系が導入された。新快速は朝晩に増発され、大阪発の終発を23時に繰り下げた。運転区間も全列車米原駅まで延長され、日中時間帯は1時間あたり米原駅発着2本、草津駅発着1本、湖西線直通1本で運行されるようになった。JR神戸線の朝ラッシュ時の姫路発大阪方面行きの外側快速は東加古川駅または芦屋駅で新快速の通過待ちをするようになった。草津線の客車普通列車や彦根駅発着の気動車列車が廃止された。湖西線・草津線では大阪駅直通の快速を設定した。
嵯峨野線では翌年の電化に先立って嵯峨駅（現在の嵯峨嵐山駅） - 馬堀駅の複線化が行われ、京都駅 - 亀岡駅間の普通列車の1時間の本数が3本に増発された。
JR宝塚線では日中に快速が設定され、朝晩に新大阪駅発着の列車が設定された。
学研都市線では長尾駅 - 木津駅間が電化され、快速が1時間あたり日中3本、夕方は4本に増発された。103系の編成分割が行われ、木津駅に行くのは3両編成になった。
大和路線では、日中時間帯の大阪環状線直通快速を「大和路快速」と命名した。夕方以降に大阪環状線直通「区間快速」（大阪環状線内各駅停車）を新設して大阪環状線との直通を23時まで拡大した。奈良線では日中1時間の本数が2本に増発された。
阪和線では日中に快速を増発し、日根野駅折り返しが設定された。
この日、JRにおける平成初の新駅として、嵯峨野線に太秦駅が、学研都市線に松井山手駅が、和歌山線に玉手駅がそれぞれ開業した。ただし、平成初の新駅は1月26日に開業した営団地下鉄半蔵門線の神保町駅である。
岡山地区では、快速「サンライナー」が新設された。
九州
811系が導入され、鹿児島本線（小倉駅 - 博多駅 - 大牟田駅）の快速列車が増発された。またこの日、九州ではJRにおける平成初の新駅として、鹿児島本線・香椎線・筑豊本線・日田彦山線・大村線・豊肥本線・三角線・日豊本線で合わせて14の駅が新たに開業し、鹿児島本線の白木原駅が大野城駅に改称された。
直後の4月28日にて、高千穂線が高千穂鉄道（現在は廃止）に移管された。
なお直後の4月1日には、消費税の導入に伴って各社で運賃および料金の改定が実施された。

### 5月1日
北海道でダイヤ改正。
名寄本線・天北線が廃止（いずれもバスに転換）され、急行「天北」が宗谷本線経由の「宗谷」に編入された。また根室本線では急行「ノサップ」が快速に変更された。前日の4月30日には標津線が廃止された。

### 7月9日
東海の名古屋地区を中心に大幅なダイヤ改正。
金山総合駅（金山駅）が開業し、東海道線・中央本線の快速・普通が全列車停車するようになった。前回のダイヤ改正で登場した新快速への311系の導入で大幅なスピードアップを図った。また米原駅・浜松駅発着の直通列車も増発された。
この時のダイヤ改正は金山総合駅の関係もあってライバル会社の名鉄でも大規模なダイヤ改正が行われた。また、この年に名古屋市で開催された『世界デザイン博覧会』を見据えたものでもあった。

### 7月22日
西日本・四国でダイヤ改正。
JR西日本
「スーパーくろしお」が381系の改造車を使用して新設された。同時に天王寺駅構内に関西本線と阪和線の連絡線が新設され、「くろしお」の一部列車が梅田貨物線に乗り入れ新大阪駅・京都駅発着となった。今回の改正より紀勢本線の新宮駅 - 和歌山駅間では特急「南紀」を除いて列車番号および特急の号数を上下で逆にし、「上り」にあたる白浜・新宮方面行きを奇数番号、「下り」にあたる和歌山・天王寺方面行きを偶数番号として阪和線と揃える形とした。
本線系統の221系の配置数が100両となった。大和路線でも72両が配置され、和歌山線の五条駅まで来るようになった。この後、11月には近江舞子駅・上郡駅・備前片上駅まで221系が来るようになった。
直後の8月11日には、山陽本線（広島地区）に中野東駅・阿品駅がそれぞれ開業した。
JR四国（JR西日本管内の宇野線・瀬戸大橋線も含む）
大規模なダイヤ改正を行い、予讃線の急行「いよ」や土讃線の急行「土佐」が岡山駅発着の特急「しおかぜ」・「南風」に格上げされた。岡山駅発着の特急が増発された関係で多度津駅で連結・切り離しを行う列車が設定され、高松駅 - 多度津駅間で特急接続の快速「リレー号」（「サンポート」の前身）が運転開始した。多度津駅での特急同士の接続改善が行われ、特急料金が四国島内の列車に限り、乗り継ぎ通し料金制度が導入された。また、高徳線の特急「うずしお」では岡山駅発着列車に限り、指定席が新設された。

### 10月1日
九州では、伊田線・糸田線・田川線が平成筑豊鉄道に、湯前線がくま川鉄道にそれぞれ移管された。

### 11月11日
この「1並び」の日、西日本では大阪市内の関西本線（大和路線）に東部市場前駅が開業した。

### 12月23日
九州では、宮田線が廃止され、バスに転換された。

## 1990年（平成2年）

### 3月10日
四国を除きダイヤ改正を実施。
北海道
夏の改正をひかえていたため、小幅な改正となり、特急「北斗」の停車駅変更および札幌初発の2号の発車時間を１時間繰り上げた午前7時発としたほか、一部の特急で時刻変更を行った。
東日本
上越新幹線「あさひ」のうち一部の下り列車が連続する下り勾配を利用して275km/h運転を開始した（275km/hは自動列車制御装置 (ATC) による制動を作動させる速度であり、実際には東海道・山陽新幹線における270 km/h 運転と同等）。これは1997年（平成9年）に500系「のぞみ」が登場するまで日本記録であった。
東北新幹線にくりこま高原駅が開業した。
在来線では、速達タイプの「ひたち」が651系に、釜石線急行「陸中」の2往復がキハ110系に置き換えられた。また485系「ひたち」は全列車が普通車のみとなった。
東北本線では、特急はつかりの1往復が函館駅まで延伸し、函館発着が3往復に増やした。
東海道本線に251系が投入され、特急「スーパービュー踊り子」として運転開始（4月28日より。前日までは185系「踊り子」として運転）。
北上線にキハ100系が投入された。
仙台地区に東日本開発車両で初の交流形電車となる719系が投入された。
磐越西線では、455系のクハ455-44をクロハ455-1に改造して快速「ばんだい」の一部に充当（クロハ455-1はグリーン車指定席・普通車指定席として運用）。
首都圏地区では京葉線が全線開業し、205系の投入と快速電車が新設された。またラッシュ時には外房線・内房線への直通列車が新設された。
東北本線の上野駅 - 黒磯駅間に「宇都宮線」の愛称が付けられた。その宇都宮線では夕方の快速「スイフト」の種別が通勤快速に変更され、高崎線でも夕方の快速「タウン」の種別が通勤快速に変更された。
新特急「なすの」が、利用客減少と快速「ラビット」に変更された関係で、1往復に削減された。新前橋電車区の185系の運用の上野駅発着から田町電車区の185系の運用の変更と同時に新宿駅発着に変更された。車両編成のグリーン車の位置（7両編成の運用のため、6号車から4号車へ）も変更された。
東海
高山本線の特急・急行列車を中心としたダイヤ改正を実施した。急行「のりくら」全列車を特急「ひだ」に格上げされた。富山駅発着系統も設定された。「ひだ」の全列車がキハ85系に統一された。特急「北アルプス」は新名古屋駅 - 高山駅間での運転になった。
新快速の運転区間が大垣駅 - 豊橋駅間の運転に拡大され、車両も311系に統一された。
関西・紀勢本線では名古屋駅 - 松阪駅・紀伊勝浦駅（熊野市駅 - 紀伊勝浦駅間は各駅に停車）に伊勢鉄道線経由の快速「みえ」（紀伊勝浦駅発着の列車に関しては特急「南紀」の格下げ）が新設された。
西日本
JR神戸線では六甲ライナーの開業に伴い住吉駅が快速停車駅となった。新快速も増発が行われ、スピードアップし、大阪発の終発も23時20分に繰り下がった。大半の快速が東加古川駅・加古川駅で新快速の通過・接続待ちを行うようになった。
JR宝塚線では朝晩に快速が増発された。また、日中は117系主体で運行されるようになった。
湖西線では日中の近江舞子駅発着列車が増発され、夕方ラッシュ時にも増発された。朝ラッシュ時の堅田駅折り返しに221系が使われるようになった。
学研都市線では木津駅に行く編成を4両に変更した。
嵯峨野線が電化され、113系が投入された。また、京都駅からの普通は福知山駅まで行かなくなった。
大和路線では221系の追加投入により大和路快速の高速化が行われ、大阪環状線直通「区間快速」を朝ラッシュ時にも拡大した。快速の終発も繰り下げになった。
阪和線では早朝・深夜に天王寺駅で折り返さないで大阪環状線・梅田貨物線を経由して新大阪駅へ向かう快速列車が新設された。
広島地区では急行「ちどり」が備後落合駅発着に見直され、木次線から優等列車が消滅した。
四国
徳島地区に1000形気動車が投入された。
九州
783系が増備され、速達タイプの「有明」に使用される車両が本形式に統一されたほか、新たに日豊本線の「にちりん」で運用開始、「有明」「かもめ」を含め本形式を使用する列車名に「ハイパー」を冠するようになった。
鹿児島本線にけやき台駅が、長崎本線に長里駅がそれぞれ開業した。
直後の5月1日には、久大本線の筑後千足駅がうきは駅に改称された。
なお、北海道では深名線の雨煙別駅・政和温泉駅・蕗ノ台駅・白樺駅が廃止された。いずれも毎年12月1日から翌年4月30日まで冬季休業していた臨時駅で、前年の11月30日が営業最終日であった。

### 4月1日
西日本で福知山地区を中心にダイヤ改正。
宮津線が北近畿タンゴ鉄道宮津線に移管され、京都駅と天橋立方面を結ぶ特急「タンゴエクスプローラー」が登場した。
山陽新幹線の博多駅 - 博多総合車両所間の回送線を利用した博多南線（在来線扱い）が開業した。
鍛冶屋線と大社線がそれぞれ廃止され、バスに転換された。これに伴い、加古川線と鍛冶屋線との接続駅であった野村駅は同日付で西脇市駅に改称された。
また、四国では宇高連絡船の通常便が廃止されていた後も運航されていた高速艇が運航休止となった。後述の通り翌年に廃止。

### 7月1日
北海道で、千歳線にサッポロビール庭園駅が開業したほか、海峡線では新湯の里信号場が知内駅（現・湯の里知内信号場）として旅客駅化された。また江差線に矢不来信号場が開設され、江差線を含めた津軽海峡線の輸送力増強が図られた。

### 9月1日
JR北海道とJR東日本でダイヤ改正。
北海道
JRグループでは量産形式として初のVVVFインバータ制御を採用した新造の785系を使用したL特急「スーパーホワイトアロー」と帯広駅発着の特急「とかち」が新設された。
急行「狩勝」が廃止され、これにより根室本線滝川駅 - 新得駅間は普通・快速のみの運行になった。
この改正で伊奈牛駅（石北本線）・琴平駅（宗谷本線）がそれぞれ廃止され、その後10月1日には桜庭駅（留萠本線＝現在の留萌本線）も廃止された。
東日本
東日本では、山形新幹線改軌工事の関係で奥羽本線などでダイヤ改正を行った。
特急「つばさ」は本数が削減された。寝台特急「あけぼの」は1往復が陸羽東線経由に変更になったほか、1往復も上越線・羽越本線経由に変更されて「鳥海」に改称した。急行「津軽」も仙山線経由になり、583系に置き換わった。
なお、JR西日本ではローカル線区の旧型気動車置き換え用として、管内初の一般型新製気動車となるキハ120形が投入され、この日より越美北線で営業運転を開始した（以降導入線区を拡大）。

### 10月1日
西日本では、山陽本線・兵庫駅 - 和田岬駅間（和田岬線）の列車が客車からキハ35系に置き換えられた。なお、直前の9月27日には、岩徳線に欽明路駅が開業した。

### 11月21日
JR四国で予讃線の伊予北条駅 - 伊予市駅電化に伴うダイヤ改正が行われ、特急「しおかぜ」「南風」などに振り子式車両の2000系が投入、急行「うわじま」・「あしずり」がそれぞれ特急「宇和海」・「あしずり」に格上げされた。同時に急行列車は徳島線の「よしの川」を除き消滅した。なお、今回の電化区間用として7000系が新製された。

## 1991年（平成3年）

### 3月16日
JRグループ全体でのダイヤ改正が実施された。
東日本
東北新幹線・上越新幹線で、東京駅乗り入れを前提としたダイヤ改正。これに伴い列車本数の調整も行われた。同年6月20日には東京駅への乗り入れが実現し、東海道新幹線などとの乗り継ぎの便が大幅に改善された。
3月19日の「成田エクスプレス」運転開始に先立ち、東京駅 - 蘇我駅間で特急「さざなみ」「わかしお」（内房線・外房線）が総武本線経由から京葉線経由に変更された。
中央東線では、183系・189系による「おはようライナー高尾・ホームライナー高尾・おはようライナー青梅・ホームライナー青梅」が運転開始された。
常磐線では、2階建て普通車クハ415-1901を投入し、朝夕の中距離電車に運用を開始した。
常磐線各駅停車 - 営団地下鉄（現在の東京メトロ）千代田線では、小田急電鉄との直通運転を休日にも拡大した。
相模線が電化された。使用車両もキハ35系から205系500番台に置き換えられ、朝夕の一部列車が横浜線を経由して八王子駅に乗り入れるようになった。これにより、神奈川県内から気動車による定期運用は消滅した。
信越本線（新潟地区）にさつき野駅が、仙山線に葛岡駅がそれぞれ開業、奥羽本線では糠ノ目駅が高畠駅に、大鰐駅が大鰐温泉駅にそれぞれ改称された。また津軽線では三厩駅の読みが「みうまや」から「みんまや」に変更された。
釜石線では、活性化の一環として夜間に急行「銀河ドリーム」を花巻駅→釜石駅間に設定した。
東海（在来線）
小田急電鉄から直通運転の急行列車「あさぎり」を特急列車に格上げ、車両を新製の371系・小田急20000形 (RSE) に車両を置き換えて相互乗り入れとし、運転区間も沼津駅まで延長された。
名古屋鉄道から高山本線への直通特急「北アルプス」は、キハ8000系からキハ8500系に置き換えられた。キハ8500系はキハ85系との併結も可能で、多客期には臨時の「ひだ」が美濃太田駅以北で「北アルプス」に併結する運行形態も始まった。
東海道線では新快速の本数を増発し夜間にも運転されるようになった。また、朝ラッシュ時に岐阜発の快速を増発した。
西日本（在来線）
大阪駅 - 金沢駅・富山駅間の特急「スーパー雷鳥」が7両編成から9両編成に増結された。
アーバンネットワークではJR神戸線で朝ラッシュ時に新快速が増発され、姫路駅 → 大阪駅間は新快速1本と外側快速2本のサイクルとなった。大阪駅から三ノ宮駅まで19分、姫路駅まで61分運転が確立し、大半の列車が221系を使うようになった。117系は快速運用に転用された。日中の西明石駅発着の快速が加古川駅発着に延長された（西明石駅 - 加古川駅間は各駅に停車：1時間3本を4本に増発）。これに伴い、加古川駅発着の普通は西明石駅発着に変更された。琵琶湖線に栗東駅が開業した。
JR宝塚線では本数増発および113系の編成組み換えが行われた。
学研都市線では、4月30日に207系F1編成が投入され、松井山手駅までの区間で運行を開始した。
奈良線では交換設備の増設と117系による快速の新設、桜井線直通の削減が行われた。
瀬戸大橋線では「マリンライナー」の夕方時間帯の増発が行われ、岡山発で20時台まで1時間あたり2本となった。日中の列車の一部が早島駅に停車するようになった。
広島地区の可部線では三段峡駅発着の列車が一部廃止された。また、横川駅発着の列車はすべて広島方面まで延長された。
芸備線では急行「たいしゃく」が備後落合駅発着になり、広島駅 → 新見駅間の夜間の移動が不可能になった。
四国
前年3月末で運航を休止していた宇高連絡船の高速艇が正式に廃止され、宇高連絡船は名実ともに81年の歴史に幕を閉じた。
予讃線に大浦駅が開業した。
九州
筑豊地区にキハ200系が投入され、筑豊本線・篠栗線で快速が新設された。吉塚駅 - 博多駅において鹿児島本線と篠栗線が分離され、一部に残っていた篠栗線の吉塚駅発着列車をすべて博多駅発着に変更した。
鹿児島本線に吉野駅が開業した。

### 3月19日
JR東日本成田線成田駅 - 成田空港駅間が開通した。成田新幹線の建設中止で使われていなかった新東京国際空港地下の成田空港駅にJRおよび京成電鉄の路線を通し、都心と成田空港を直結する空港連絡鉄道が完成した。これにより新造された253系を使った空港連絡の特急列車として、「成田エクスプレス」が運転を開始した。また成田空港駅に乗り入れる料金不要列車として、113系による総武快速線からの直通の快速列車（後に「エアポート成田」の愛称をつけられる）も設定された。

### 6月20日
前述のとおり、東北・上越新幹線の上野駅 - 東京駅間が開業した。その東京駅は2線（12・13番ホーム）のみのため、上野駅発着の定期列車が少ないながら残されたほか、臨時列車は原則として上野駅発着となった。またこれに合わせて北上線では陸中大石駅がゆだ錦秋湖駅に、陸中川尻駅がほっとゆだ駅に、岩手湯田駅がゆだ高原駅にそれぞれ改称された。

### 8月27日
東日本で、山形新幹線工事の進捗に伴うダイヤ改正。
特急「つばさ」は仙山線経由での運行に変更され運転本数が削減された。福島駅発着の「つばさ」は仙台駅発着に変更された。上野駅発着の「つばさ」は存続したが、仙山線経由により所要時間が延びることから、上野発秋田行きの「つばさ」は始発駅の上野発時刻が1時間繰り上げられ、上野駅発着「つばさ」の折り返しが使用される特急「あいづ」は会津若松行きの時刻が約1時間繰り下げられた。
奥羽本線ではEF71形牽引による客車使用の普通が消滅した。
奥羽本線の改軌工事に伴い、米坂線の急行「べにばな」は快速に格下げとなって米沢駅 - 山形駅間が廃止された。

### 9月1日
JR西日本七尾線津幡駅 - 和倉温泉駅間が電化開業した。一部の特急「雷鳥」・「スーパー雷鳥」・「しらさぎ」が北陸本線から直通運転するようになった。また急行「能登路」が一部電車化された。同時に七尾線の非電化区間（七尾駅 - 輪島駅間）はのと鉄道に移管された。これに伴い、特急「ゆぅトピア和倉」は運転を終了した。

### 9月14日
JR西日本の北陸本線坂田駅 - 長浜駅間が直流に切り替えられた。京都・大阪方面から新快速が乗り入れるようになるとともに、米原駅 - 長浜駅間にも琵琶湖線の愛称が付与されてアーバンネットワークの一員となった。湖西線で近江塩津駅・敦賀駅を発着する普通列車が気動車から北陸本線と共通運用の交直両用電車に置き換えられ、所要時間は近江今津駅から近江塩津駅まで18分、敦賀駅まで32分とスピードアップした。これと同時に坂田駅・河毛駅には普通が全列車停車するようになり、特に坂田駅では米原側へのホーム移設も行われた。

### 11月1日
JR北海道の根室本線でダイヤ改正。帯広駅発着のふるさと銀河線との直通列車を設定した。
直前の10月22日には滝里ダムの建設工事に伴って野花南駅 - 島ノ下駅間のルートが変更され、途中の滝里駅が廃止された。

### 11月5日
東日本では、山形新幹線のルートとなる奥羽本線の福島駅 - 山形駅間が標準軌化され、719系5000番台による普通が運転を開始した。

### 11月21日
四国で2000系気動車増備に伴うダイヤ改正。特急「南風」「しまんと」が各1往復増発されたほか、「あしずり」も3往復体制となった。また、瀬戸大橋での最高速度が65km/hから95km/hに引き上げられた。

### 12月1日
東日本でダイヤ改正。
東日本
山手線では6扉車サハ204を新造し、編成内に組み込む形で全編成が順次10両編成から11両編成に増強された。
相模線では、朝晩の列車で運転区間の延長が行われ、非電化時代から続いていた厚木駅発着の列車が消滅した。
中央・総武線各駅停車では、一部が7両編成だった営団地下鉄東西線との直通列車をすべて10両編成に統一した。
武蔵野線では一部の列車が6両編成から8両編成になり、205系が投入された。
吾妻線では、長野原駅が長野原草津口駅に、川原湯駅が川原湯温泉駅にそれぞれ改称された。
西日本
207系量産車が投入され、学研都市線全線に運転区間を拡大した。11月21日には221系の追加投入で大半の新快速が8両編成になった。

### 12月14日
東海では東海道本線に豊田町駅が開業し、これに伴うダイヤ修正が行われた。

## 1992年（平成4年）

### 3月14日
各社でダイヤ改正が行われた。
東海道・山陽新幹線
東海道新幹線の東京駅 - 新大阪駅間で新造の300系を使って朝夕に「のぞみ」が設定された。「のぞみ」は最高速度270km/hで運転され、この区間の所要時間は「ひかり」の最短2時間52分（一部2時間49分）を大幅に短縮し、2時間30分で結んだ。朝の新大阪行きの「のぞみ301号」は新横浜駅に停車し、名古屋駅・京都駅を通過するダイヤを組んだ（中京圏では名古屋飛ばしと呼ばれた）ことも話題になった。夕方の「ひかり」の増発も行われた。
北海道
夜行急行「大雪」が特急「オホーツク」に統合された。
東日本
東海道線の快速「アクティー」・「湘南ライナー」の一部列車にオール2階建て車両の215系が投入された。（215系による運転は4月20日より）
京浜東北線・根岸線では、901系（後の209系900番台）が投入された（営業運転開始は5月7日より）。
吾妻線に小野上温泉駅が開業したほか、京葉線の千葉港駅が千葉みなと駅に表記を変更した（読み方は同じ）。
釜石線で運転されていた臨時急行「銀河ドリーム」が廃止された。
東海（在来線）
特急「南紀」にキハ85系が投入され、日本における非電化区間の特急列車の基礎を築いた車両であるキハ80系の定期運用が消滅した。
西日本（在来線）
アーバンネットワークでは、新快速の編成が8両編成以上に統一され、長浜駅にも8両編成が来るようになった。117系の新快速は大阪駅 - 京都方面間の朝晩の列車（奈良線快速と共通運用）のみとなった。姫路発大阪方面行きの外側快速は大久保駅でも通過待ちを行うようになった。これにより、新快速の通過待ちは東加古川駅・芦屋駅で行うか大久保駅で行うかの2パターンになった。日中の普通は西明石行きと神戸行きの順序が入れ替わり、三ノ宮駅で新快速と西明石駅発着の普通が相互接続するようになった。夜間に快速を増発し、西明石発姫路行きと京都発野洲行きの終電を繰り下げた。JR宝塚線では朝ラッシュ時の普通の一部を快速に変更し、終電も繰り下げになった。学研都市線では大半の列車が207系で運行されるようになり、103系は木津駅まで来なくなった。阪和線では夕方の区間快速を快速に変更し、鳳行きの普通を区間延長した。また、深夜時間帯には快速を増発した。
北陸地区では、特急「かがやき」が増発され、和倉温泉駅発着列車が設定された。特急「白山」の2往復のうち1本が、上野駅 - 直江津駅の「あさま」と長岡駅 - 金沢駅の「かがやき」に分割された。また、小浜線では、急行「はしだて」が廃止された。
広島地区では直後の3月19日、呉線に呉ポートピア駅が開業した。
山口地区では、急行「ながと」が廃止された。
岡山支社・広島支社管内の普通列車が全面禁煙となった。
四国
1000形気動車が高知地区にも投入された。
九州
長崎オランダ村ハウステンボスのオープン（3月25日）に合わせ、大村線にハウステンボス駅が開業、早岐駅 - ハウステンボス駅間が電化され（以上いずれも3月10日）、特急「ハウステンボス」が新設された（当初は臨時列車扱い）。博多駅 - 早岐駅間は「みどり」との併結運転となり、博多駅 - 肥前山口駅間では「みどり」・「かもめ」・「ハウステンボス」の3系統が併結となる列車も登場した。「電車と気動車との協調運転」としても話題を集めたキハ183系「オランダ村特急」は3月24日で運転を終了した（車両はその後後述の「ゆふいんの森」として再整備）。

### 4月1日
高徳線に1往復残っていた客車列車が気動車に置き換えられ、JR四国から客車による定期普通列車が消滅した。

### 7月1日
JR北海道・東日本でダイヤ改正。
北海道
新千歳空港駅開業に伴うダイヤ改正。それまで札幌駅 - 千歳空港駅（改正で南千歳駅に改称）・苫小牧駅間で運行されていた快速列車「空港ライナー」を新千歳空港駅発着に変更し「エアポート」とするなどの改正が行われた。千歳線では同時に西の里信号場が開設された。なお、今回開業した南千歳駅 - 新千歳空港駅間を通過する際の運賃として140円の加算運賃が設定された（2019年10月に20円に値下げ）。
急行「宗谷」2往復のうち1往復は急行「サロベツ」に改称された（運転区間は同じ）。
東日本
日本初のミニ新幹線（新在直通運転、新幹線と在来線の直通運転）として山形新幹線福島駅 - 山形駅が開業し、400系による新幹線直行特急（ミニ新幹線）「つばさ」が14往復設定された。在来線の特急「つばさ」は山形駅発着の特急「こまくさ」になった。
在来線特急「つばさ」の上野駅発着の折り返しが使用されていた特急「あいづ」は南秋田運転所（現・秋田総合車両センター南秋田センター）の485系9両から勝田電車区（現・勝田車両センター）の485系7両に変更され、これに伴って485系「ひたち」の1往復にグリーン車指定席が復活した。
山形新幹線のルートとなった奥羽本線・福島駅 - 山形駅間に「山形線」の愛称が与えられた。その山形線では、上ノ山駅がかみのやま温泉駅に、北上ノ山駅が茂吉記念館前駅にそれぞれ改称された。
奥羽本線・陸羽西線の急行「月山」は快速に格下げとなった。

### 7月15日
九州で改正が行われた。
鹿児島本線を走る特急列車「有明」の西鹿児島駅（現在の鹿児島中央駅）発着の列車が新たに製造された787系などを使って別の愛称の列車とすることとなり、特急「つばめ」が誕生した。「つばめ」の愛称は1930年（昭和5年）10月1日に超特急と称されて運転を開始した東海道本線の特急列車に使われて以来、戦前戦後を通じて長らく日本を代表する列車のに用いられたが、山陽新幹線が全通した1975年（昭和50年）3月10日以来、「この愛称に見合うだけの風格を持った列車がない」という理由で採用されていなかった。そのためJR九州では、この「つばめ」を自社の威信をかけて育てる方針が立てられるようになった。
急行「火の山」を特急「あそ」に、急行「由布」を特急「ゆふ」に格上げし、JR四国から購入したキハ185系に置き換えた。また同年3月まで「オランダ村特急」として運用されていたキハ183系を「ゆふいんの森」として再整備、「ゆふいんの森」は既存のキハ71系と合わせて最大2往復の体制とした。
日豊本線では、特急「にちりん」の下関駅発着列車を廃止した。
豊肥本線に平成駅が開業した。

### 7月23日
四国では、予讃線の観音寺駅 - 新居浜駅間および今治駅 - 伊予北条駅間がそれぞれ電化され、7000系電車が増備された。また同年秋より8000系電車の試作編成（3両）を使用しての臨時特急「しおかぜ」（岡山駅 - 新居浜駅間）・「いしづち」（高松駅 - 新居浜駅間）が設定された。

### 10月22日
西日本でダイヤ改正。
奈良線に六地蔵駅が開業し、城陽駅に快速が停車するようになった。日中に宇治駅発着の列車が設定され、相互接続も行われるようになった。

### 12月3日
東日本では、成田空港第2ターミナルのオープンに伴い、成田線（および京成電鉄本線）に空港第2ビル駅が開業した。

## 1993年（平成5年）

### 3月3日
九州では、福岡市営地下鉄1号線・博多駅 - 福岡空港駅間の延伸開業に伴い、相互直通の筑肥線でダイヤ改正を行った。

### 3月18日
全国でダイヤ改正を実施。
東海道・山陽新幹線
「のぞみ」が運転区間を山陽新幹線の博多駅まで延長するとともにダイヤパターンに組み込まれ、1時間あたり1本に増発された。これに合わせてJR西日本でも300系（3000番台／F編成）を投入し、同日より営業運転を開始した。
JR東日本
特急「成田エクスプレス」に指定席が取れないという苦情が相次いだため、中間車両を新造して6両を基本編成とした。また横浜駅発着列車の一部が大船駅発着に延長された。
八高線では、寄居駅 - 高崎駅間の一部列車にキハ110系が投入された。
夜行急行「妙高」は夜行急行「能登」に統合される形で廃止となり、「能登」はこれまでの14系客車（座席車+B寝台車）から489系（西日本車）に置き換えられた。
キハ110系の投入に伴い、羽越本線の新津駅 - 酒田駅間で客車使用の普通列車が消滅した。
大船渡線では、快速「むろね」が快速「スーパードラゴン」に改称された。
直後の4月1日、中央本線（山梨地区）では石和駅が石和温泉駅に、勝沼駅が勝沼ぶどう郷駅に、初鹿野駅が甲斐大和駅に、別田駅が春日居町駅にそれぞれ改称された。
JR西日本
アーバンネットワークでは、休日朝の新快速が高槻駅・芦屋駅に停車するようになった。この時間帯の快速は高槻駅 - 京都駅間で各駅停車に変更され、普通は高槻駅折り返しになった。夕方の姫路方面の外側快速の2本目が芦屋駅で通過待ちを行うとともに、西明石駅で当駅止まりの快速から乗り継ぐことが可能になった。
JR宝塚線に207系が投入され、大阪駅 - 新三田駅間で運転を開始した。また、快速の終発も繰り下げになり、大阪発で23時台に増発された。学研都市線でも207系が追加で投入された。
直前の3月14日には、きのくに線に広川ビーチ駅が開業した。
山陰地区では、特急「いそかぜ」における九州方面の発着駅を博多駅発着から小倉駅発着に変更した。また山陰本線では米子市内に東山公園駅が開業、知井宮駅が西出雲駅に、神西駅が出雲大社口駅（現在の出雲神西駅）にそれぞれ改称された。
北陸地区では、西日本管内の在来線初の新製特急車両となる681系の試作車が投入され、前年の12月26日より臨時「雷鳥」で営業運転を開始した。
JR四国
予讃線高松駅 - 伊予市駅間の電化完成と8000系の本格投入により、特急「しおかぜ・いしづち」が宇和島駅直通列車以外は電車化され（四国の定期特急では初の電気運転）、四国からキハ181系の定期運用が消滅した。また予讃線の特急列車は基本的に松山駅で系統分割された。これに伴い、松山駅 - 宇和島駅間の「宇和海」が上下17本増発され、同時に2000系に置き換えられた。
JR九州
九州では日豊本線に787系を導入、「にちりんシーガイア」として運行を開始した。また新型気動車キハ125形が投入され、直前の3月14日より唐津線で営業運転を開始した（以降導入線区を拡大）。
また、客車急行として残っていた夜行列車の一部が特急に格上げされ、北海道では急行「まりも」が特急「おおぞら」に、九州では急行「かいもん・日南」が特急「ドリームつばめ・ドリームにちりん」に再編された。東京駅発着の寝台特急に連結されていた食堂車は営業を休止した。東海・西日本では普通列車が全面禁煙となった。

### 4月10日
東日本の東京地区でダイヤ改正。
中央快速線の新宿・東京方面行きの平日朝時間帯に「通勤特快」を新設した。「青梅特快」が国分寺駅にも停車するようになった。
京浜東北線・根岸線・南武線では、209系が投入された（営業運転開始は京浜東北線・根岸線は同年3月1日、南武線は同年4月1日）。

### 7月2日
東日本の房総地区でダイヤ改正。
新型特急車両255系「Boso View Express」が投入され、特急「さざなみ」「わかしお」の一部を「ビューさざなみ」「ビューわかしお」として183系から255系に置き換えた。
なお、東北地区では幹線区の客車・気動車置き換え用として701系が投入され、6月21日より秋田地区で営業運転を開始した。

### 8月1日
東海でダイヤ改正。
関西本線の富田浜駅 - 四日市駅間が複線化され、快速「みえ」にキハ75形が投入された。

### 10月1日
四国でダイヤ改正。
予讃線の坂出駅 - 丸亀駅間が複線化され、高松地区の普通列車がパターンダイヤに変わった。土讃線の特急列車は全列車2000系に統一された。

### 12月1日
東日本のみダイヤ改正。
高速バスの進出などで利用客の減少していた寝台・夜行列車が大幅に削減され、常磐線経由の寝台特急「ゆうづる」、羽越本線経由の寝台特急「出羽」・東北本線経由の急行「八甲田」・仙山線・奥羽本線経由の急行「津軽」などが廃止・臨時列車に格下げされた。その「ゆうづる」の廃止に伴い寝台特急「はくつる」は1往復から2往復に増発された（いずれも583系電車）。前述以外にも大半の急行列車が廃止された。
東北本線では特急「はつかり」の定期列車が485系に統一され、583系の昼行特急は消滅した。
上野駅から黒磯駅を越えて直通する唯一の昼行特急となっていた「あいづ」も廃止され、郡山駅発着の東北新幹線接続列車「ビバあいづ」に変更された。これに伴い、485系「ひたち」は再び全列車が普通車のみとなった。
常磐線では、特急の北千住駅停車が取り止められた。
中央本線では、振り子式車両E351系が特急「あずさ」に導入された（振り子の本格使用は翌年12月から）。新宿駅から甲府方面に直通する普通が全廃された。
東海道線では、215系が増備され、快速「アクティー」・「湘南ライナー」のそれぞれ一部列車にも運用面が拡大されるとともに、「湘南新宿ライナー」にも運用開始された。また、藤沢駅の貨物線にライナーホームが完成して、使用を開始した。
高崎線では、平日夕方時間帯の新宿駅 - 高崎駅間に「ホームタウン高崎」が新設された。
青森地区では、東北本線・大湊線の快速「うそり」が快速「しもきた」に改称され、車両もキハ40系からキハ100系に置き換えられた。津軽線青森駅 - 蟹田駅間の気動車使用の普通の大半を701系に置き換えたほか、それらに伴うキハ40系の運用見直しにより、八戸線から客車の普通が廃止された。
秋田地区では、701系の配備数が一定数に達し、客車使用の普通列車の大半を置き換え、「かまくら」・「しらかみ」・「こよし」など快速列車の新設と、所要時間の短縮が実施された。また特急「たざわ」の青森駅発着の1往復が秋田駅発着に変更され、青森駅発着の「たざわ」は3往復から2往復になった。

## 1994年（平成6年）

### 3月1日
北海道・九州でダイヤ改正。
JR北海道
振り子式を採用して開発されたキハ281系による札幌駅 - 函館駅間の特急「スーパー北斗」に充当され、この区間の所要時間が最速2時間台に短縮された。特急を使って札幌駅 - 長万部駅間（千歳線・室蘭本線経由）を途中下車しないで直通乗車する場合の運賃・料金の特例措置（函館本線（倶知安駅・小樽駅）経由の営業キロで計算）がこの改正をもって廃止となり、実際の乗車経路で運賃・料金を計算するように見直された。
なお直後の5月16日にて、函館本線の砂川駅 - 上砂川駅間（通称：上砂川支線）が廃止され、バスに転換された。
JR西日本
JR神戸線・京都線の普通に207系（1000番台）を投入した（運転区間は西明石駅 - 京都駅間。一部は加古川駅・琵琶湖線草津駅に乗り入れ）。また、湖西線堅田始発京都行きの列車に201系が初めて使用された。4月1日には阪和線に223系が投入された。
JR九州
福岡地区では、813系が投入された。
日豊本線延岡駅 - 宮崎駅間で高速化が実施され、10分程度短縮されて平均で66分、最速列車は60分となった。
特急「かもめ」の一部に787系が、大村線にキハ200系が投入された。
香椎線に舞松原駅が、長崎本線に高田（こうだ）駅がそれぞれ開業した。

### 6月15日
西日本でダイヤ改正。
関西空港線が暫定開業し、天王寺駅 - 関西空港駅間に223系による「関空快速」が運転開始となった。この列車は日根野駅発着の快速列車を関西空港駅まで延長運転する形であった。

### 7月1日
九州でダイヤ改正。
「つばめ」の787系による運用が増え、「有明」が783系に統一された。「有明」は5両編成化も行われたため、ディーゼル機関車牽引による豊肥本線水前寺駅乗り入れ（熊本駅 - 水前寺駅間は普通列車）が終了した。

### 7月15日
東日本でダイヤ改正。
新幹線の輸送力増強のため開発したE1系「Max」が東北・上越新幹線で営業運転を始めた。

### 8月20日
西日本（広島地区）でダイヤ改正。
可部線に、アストラムラインの接続駅となる大町駅が開業 した。緑井駅に交換設備を新設し、古市橋駅折返し列車を緑井駅まで延長した。
また、10月開催のアジア大会のアクセスを担うため、各線で臨時列車を設定した（可部線の臨時列車のうち、アジア大会終了後も利用の多い列車は継続運転された）。なお、10月1日には呉線に安芸長浜駅が開業した。

### 9月4日
西日本のアーバンネットワークで大規模なダイヤ改正。
関西国際空港の開港に伴い、JR西日本が281系による特急「はるか」の運転を開始した。また日根野駅に和歌山方面発着の快速列車（全列車）と南紀方面の特急列車（一部のみ）が停車開始となり、「くろしお」・「スーパーくろしお」は運転時刻が新宮方面行きで約20分の繰り下げ・天王寺方面行きで約10分の繰り上げとなった。また関空快速の本格運転開始に伴い、大阪環状線への直通運転が始まったが、223系の和歌山駅への乗り入れは消滅した（この後1999年5月10日の『紀州路快速』新設まで待つことになる）。
和歌山線では221系が和歌山駅まで来るようになった。
日中のJR神戸線の快速の加古川駅発着と姫路駅発着の順序が入れ替わった。JR宝塚線では朝晩の列車を新三田駅・篠山口駅発着に延長した。207系の草津駅乗り入れは土曜・休日のみになった。
大半の路線で土曜日ダイヤと休日ダイヤが統合された。ただし、一部区間で南海空港線と線路を共有する関係から、阪和線・大和路線・大阪環状線では土曜・休日ダイヤへの統合が行われなかった。
湊町駅はJR難波駅に、叡山駅は比叡山坂本駅に、嵯峨駅は嵯峨嵐山駅にそれぞれ改称された。琵琶湖線に南草津駅が開業した。

### 12月3日
東日本・東海・西日本を中心に、JR各社で全国的なダイヤ改正。この年に限り、例年3月に実施している全国改正を12月に実施した。この年の全国ダイヤ改正が12月となったことから、その反動で1995年は全国ダイヤ改正そのものを見送った。
東海道・山陽新幹線
東京駅22時00分発名古屋行きの臨時「ひかり」（途中無停車）が臨時「のぞみ」（同じく途中無停車）に変更され、名古屋駅の到着が約15分早くなった。
JR北海道
函館本線小樽駅 - 岩見沢駅間に1往復残っていた客車普通列車が電車化され、50系51形客車の一般仕様車とED76形500番台電気機関車が運用を終了した。
JR東日本
E351系による「スーパーあずさ」として運転を開始した。
横浜線では全列車が8両に統一され、6ドア車両による連結も開始された。
横須賀線・総武快速線ではE217系が投入された。
東北本線盛岡駅 - 一ノ関駅間の客車普通列車のすべてが701系に置き換わったほか、奥羽本線でも701系が追加投入された。
常磐線・磐越東線の平駅がいわき駅に、山田線の浪板駅が浪板海岸駅にそれぞれ改称された。また、只見線の会津檜原駅が「会津桧原駅」に表記変更した。
JR西日本
第三セクター鉄道の智頭急行智頭線が開通したことから、智頭急と西日本により新大阪駅 - 鳥取駅・倉吉駅間にHOT7000系・キハ181系による特急「スーパーはくと・はくと」が新設された。これに伴い、播但線経由の特急「はまかぜ」は1往復を臨時列車とし、定期列車が3往復から2往復に減少された。
伯備線の特急「やくも」に展望車つきのグリーン車連結の「スーパーやくも」が設定された。
アーバンネットワークの各路線は9月4日のダイヤ改正で大規模なダイヤ変更を行ったために時刻訂正のみを行った。
JR四国
特急「しおかぜ」「いしづち」「宇和海」が各1往復増発された。
普通列車が全面禁煙となった。
予讃線の高瀬大坊駅がみの駅に改称された。
夜行列車
九州寝台特急「みずほ」と「あさかぜ1・4号」（いわゆる｢博多あさかぜ｣）1往復が臨時列車に変更され、大阪駅 - 新潟駅間の寝台特急「つるぎ」も臨時列車に変更された。｢博多あさかぜ｣の臨時列車への変更によって捻出された｢あさかぜ｣編成を転用して青森方面への寝台特急「はくつる」が客車に置き換わり、583系での定期特急の運用がなくなった。

### 12月27日
西日本でダイヤ修正。
朝時間帯の「阪和線」天王寺駅発着の関空快速1往復が「大阪環状線」を環状する天王寺駅発着に変更された。京橋駅 - 天王寺駅間では各駅に停車。

## 1995年（平成7年）
1月17日に発生した阪神・淡路大震災により、東海道・山陽本線（JR神戸線）が不通になり、開通区間の延伸のたびにダイヤ改正を行った。このダイヤ改正については「JR神戸線#開通の推移」を参照。

### 3月16日
北海道でダイヤ改正。
函館本線にほしみ駅が開業、札沼線（学園都市線）では太平駅 - 篠路駅間が複線化されるとともに、東篠路駅が拓北駅に、釜谷臼駅があいの里公園駅に、大学前駅が北海道医療大学駅にそれぞれ改称された。

### 4月1日
阪神・淡路大震災による復旧作業が完了、JR神戸線が全線開通した。朝夕ラッシュ時に新快速を臨時扱いで増発し、117系の姫路駅への乗り入れが復活した。また、使用停止になっていた神戸駅1番のりばの使用も再開され、この乗り場を使って朝時間帯の快速が新快速の待ち合わせを行うようになった。大阪方面の外側快速の大久保駅での通過待ちは廃止された。207系の草津駅への乗り入れが消滅した。
なお、直後の4月8日には山陽新幹線の新大阪駅 - 姫路駅間が復旧し、東海道・山陽新幹線は同日より全線で運転が再開された。

### 4月20日
西日本・九州において、阪神・淡路大震災の復旧作業の関係で延期になっていたダイヤ改正が実施された。
JR西日本
北陸本線に新造の681系を使用した「スーパー雷鳥（サンダーバード）」が新設された。
山陰本線では翌年の園部駅 - 福知山駅間における電化に先立って綾部駅 - 福知山駅が電化開業した。
JR神戸線では神戸方面の快速の一部が尼崎駅に停車するようになった。
JR宝塚線では207系が篠山口駅まで来るようになった。
阪和線では「関空特快ウイング」が登場した。
JR九州
日豊本線では883系を使用した「ソニックにちりん」が新設された。また、西鹿児島駅発着の「にちりん」が消滅し、宮崎駅 - 西鹿児島駅間に特急「きりしま」が新設された。寝台特急「彗星」が南宮崎駅発着に変更された。その日豊本線に吉富駅が開業した。
またJR東海では383系電車の試作車が投入され、4月29日より臨時「しなの」で運用を開始した。

### 6月12日
西日本でダイヤ改正。
神足駅（現在の長岡京駅）に朝夕の快速が停車するようになった。

### 9月1日
西日本でダイヤ改正。
JR神戸線の臨時新快速を集約した。これによって夕方時間帯の大阪駅 → 姫路駅間の新快速は15分に2本に増発された。長岡京駅（この日に「神足」駅より改称）に平日のすべての快速が停車するようになり、尼崎駅にも快速が追加で停車するようになった。土曜・休日の新快速はすべて高槻駅・芦屋駅に停車するようになった。本線系統に223系（1000番台）が48両投入され、平日は安土駅 - 上郡駅間、土曜・休日は米原駅 - 網干駅間で運行されるようになった（営業運転開始は同年8月12日より）。JR宝塚線の一部列車が新大阪行きと吹田発（新大阪駅 → 吹田駅間は回送）になった。
また、九州では普通列車が全面禁煙となった。

### 9月4日
北海道では、深名線が廃止された。

### 9月30日
西日本でダイヤ改正。
大和路線で日中の柏原駅発着を王寺駅発着に延長した。

### 10月1日
東海でダイヤ改正。
身延線の急行「富士川」が373系を使用した特急「ふじかわ」に格上げされた。これにより同線のダイヤが一部変更された。

### 12月1日
東日本を中心に大規模なダイヤ改正。
新幹線関連では、東北新幹線東京駅 - 宇都宮駅間の利用率増加が著しかったことから、東京駅 - 那須塩原駅間を各駅停車で走る「なすの」が登場したほか、「やまびこ」の停車駅パターンを大幅に再編して仙台・盛岡方面への速達化および混雑度の分散化を図るなど、東北新幹線では1982年の開業以来最大規模となる抜本的な輸送体系の見直しが行われた。また、「つばさ」は中間車1両を編成内に組み込む形で6両編成から7両編成に増強された。
在来線関連では、新特急「なすの」は新幹線の列車名が重複することから、新特急「ホームタウンとちぎ」（下り）、新特急「おはようとちぎ」（上り）に変更された。
東北地区では、701系が追加投入され、客車による普通列車が電車に変更された。特に磐越西線では客車による普通列車が消滅した。特急「たざわ」は東能代駅発着の1往復が秋田駅発着に変更された。奥羽本線（秋田地区）に井川さくら駅が開業、花輪線では湯瀬駅が湯瀬温泉駅に、陸中花輪駅が鹿角花輪駅にそれぞれ改称された。
新潟地区では、E127系が投入された。米坂線では玉川口駅・花立駅が今回の改正で廃止された（東日本管内の廃駅は第3セクターへの転換を除けば1987年4月の発足以来初めて）。
首都圏では、横須賀線・総武快速線にE217系の量産車が導入開始され、既存の113系を置き換え開始し、冷房付き113系が房総地区の非冷房の113系を置き換えた。常磐線では東日本管内初の交直流通勤型電車かつ通勤型車両で初めて形式名に"E"を冠する車両となるE501系が投入された。京葉線では葛西臨海公園駅・海浜幕張駅に待避設備を導入し、スピードアップを図った。
西日本では、JR神戸線の臨時新快速2本を高槻駅・草津駅まで延長した。

## 1996年（平成8年）

### 3月16日
主に首都圏以西の各地でダイヤ改正を実施。
東海道・山陽新幹線
300系の追加投入に伴い、混雑率の高い週末の夕方を中心に「のぞみ」が増発されることになり、東海道区間のダイヤパターンが「2-7-3」となった。増発「のぞみ」の時刻は下りは定期「のぞみ」の直後に、上りは定期「のぞみ」の直前に設定され、これにより東京駅を00分に発車する定期列車は早朝を除いて消滅することになった。
夜間帯の「のぞみ」上下各1本が新横浜駅にも停車するようになった。
米原駅停車の「ひかり」を岐阜羽島駅にも停車するようになった。これに伴い、東京駅 - 新大阪駅間の「こだま」の半数は名古屋駅発着に変更された。
JR東日本
八高線八王子駅 - 高麗川駅間が電化され、川越線・青梅線・中央線快速との直通運転が開始された。電化区間では103系・201系・209系3000番台が投入された。高麗川駅で系統分離され、東京都内から気動車による定期運用は消滅した。非電化区間の高麗川駅 - 高崎駅間はキハ110系に統一された。
埼京線が恵比寿駅まで延伸された。
京浜東北線・根岸線では、209系の増備に伴い、205系が引退した。
鶴見線大川支線は武蔵白石駅の専用ホームが撤去され、鶴見駅から直通する運行形態に変更された。これによりJRで唯一残っていた17m級旧形国電のクモハ12形の定期運転が終了した。
陸羽東線に有備館駅が開業し、有備館へのアクセスが向上した。
JR東海
165系を使用していた静岡駅発着の急行「東海」が373系を使用した特急に格上げされた。大垣駅発着の夜行普通列車も373系に置き換えられ、一部区間を除き全車指定席の快速列車「ムーンライトながら」となった。また飯田線でも臨時急行「伊那路」が373系電車使用の定期特急に格上げされた。
JR西日本
山陰本線園部駅 - 綾部駅間と京都丹後鉄道宮福線の電化が完成したことから、気動車を使用していた特急「あさしお」・急行「丹後」・「みやづ」は廃止され、京都駅発着の電車特急「きのさき」・「はしだて」・「たんば」と新大阪発着の電車特急「文殊」が新設された。これらの特急運転区間では特急料金がA料金からB料金に変更され、実質的な値下げで利用しやすくなった。山陰本線に鍼灸大学前駅が開業、殿田駅が日吉駅に改称された。
大阪シティエアターミナル (OCAT) の開業でJR難波駅が地下化された。同時にJR難波駅を発着する関空快速が増発された（ただし、指定席連結と荷物室の使用開始は本開業の4月から）。関空特快ウイングの増発も行われた。また、関西空港駅に入らない223系の運用が大幅に減らされた。関空特急「はるか」は朝晩と京都駅発着の臨時列車を定期列車に格上げした。
新快速は東側の運転区間が長浜駅・近江今津駅発着に延長され、湖西線区間での快速運行が復活した。朝夕の臨時新快速が定期列車に格上げされた。播州赤穂行き新快速が設定された。長岡京駅の快速停車が毎日・全列車に拡大した。夕方ラッシュ時の西明石行きの快速が姫路方面に延長されたが、この時間帯に通過待ちを行う列車が増えた。207系は編成が8両に統一され、朝夕および京都駅発着を中心に運用されるようになった。これに伴い。加古川始発の運用は消滅した。大阪発の21時台のダイヤが15分サイクルになり、新快速・快速がそれぞれ4本、普通は8本に増発された。12両編成の新快速の向きが変更になった。
湖西線では朝ラッシュ時に快速列車を設定し、夕方は大阪発の外側快速を設定した。また、堅田始発京都行きの列車に207系が使われるようになった。
JR宝塚線では、福知山発大阪行きの始発列車が快速に変更され、補充として新三田発の普通を増発した。西宮名塩駅に快速が停車するようになった。また、大阪発豊岡・城崎行きの普通が廃止された。
大和路線では、日中に和歌山線・高田駅乗り入れ列車設定および奈良駅発着の普通電車の増発が行われ、大和小泉駅・郡山駅の停車本数が増加した。
播但線では、急行「但馬」が特急「はまかぜ」に統合される形で廃止となり、「はまかぜ」は再び3往復体制になったほか停車駅に福崎駅と寺前駅を追加し登場以来の線内ノンストップ運転に幕を閉じた。
広島地区の可部線では加計駅の始発の繰り下げ（4時台を6時台に見直し）が行われた。芸備線では志和口駅発着の列車のうち、夜間滞泊を伴わない系統を三次駅発着に延長した。
JR四国
徳島線で、特急剣山が運行を開始し、一部は土讃線高知駅まで直通するダイヤを組んだ。
直後の4月26日より、6000系電車が営業運転を開始した。
JR九州
883系の追加投入とともに車両運用が整理された。「つばめ」・「にちりん」から783系が、「かもめ」から787系が撤退し、「つばめ」が787系に統一され、783系は「かもめ」に転用された。
改正前の同年1月10日にはJR北海道・JR四国・JR九州の旅客3社で運賃の改定が行われた.。1989年4月1日の消費税導入に伴う料金改定を除けばJR発足後初めてであり、国鉄時代から続いていたJR旅客6社共通の運賃体系が崩壊したことになる。特に新下関駅 - 小倉駅 - 博多駅間を含む区間では新幹線（JR西日本）経由の場合と在来線（JR九州）経由の場合とで運賃が異なることになった。またJR四国では瀬戸大橋を含む本四備讃線・児島駅 - 宇多津駅間を通過する際の運賃として100円の加算運賃が設定された（2014年4月の時点でも継続中）。

### 3月30日
東日本でダイヤ改正。
秋田新幹線工事のため田沢湖線が1年間運休になり、盛岡駅 - 大曲駅間はバス代行輸送が行われた。代わりに北上線経由の代替特急列車「秋田リレー」11往復半がキハ110系の特急仕様車両により運転を開始した（特急料金はB料金を適用）。その田沢湖線を走っていた特急「たざわ」は秋田駅 - 青森駅間の2往復に変更された。
東北本線盛岡駅 - 青森駅間の客車使用の普通列車すべてが、701系に置き換わり、東北本線から客車使用の普通列車が姿を消した。
東京臨海高速鉄道りんかい線の新木場駅 - 東京テレポート駅間が開業した。ここから埼京線との相互直通運転開始まで約6年9ヶ月を要している。

### 4月27日
東葉高速鉄道東葉高速線が開業し、中央線各駅停車・営団地下鉄（現在の東京メトロ）東西線との相互直通運転が開始された（それに伴うダイヤは3月16日改正で対応済み）。

### 7月18日
九州でダイヤ改正。
宮崎空港線が開通、「にちりん」の一部列車も同線に乗り入れを開始した。これに伴って日南線は南宮崎駅から宮崎空港線との分岐部分が電化され、その分岐部分に田吉駅が開業した。また、下り「ドリームつばめ」の博多駅発車が日付変更後となり、最終「のぞみ」との接続が図られた。宮崎空港線の開業に伴い、宮崎駅 - 宮崎空港駅（南宮崎駅）間の特急列車（寝台特急「彗星」は除く）は普通乗車券のみで利用が可能になった。なお、今回開業した宮崎空港線は120円の加算運賃が設定された（2013年6月の時点でも継続中）。

### 7月20日
西日本でダイヤ改正。
JR神戸線では、日中の神戸駅折り返しの普通が須磨駅発着に延長され、大阪駅 - 須磨駅間の各駅で1時間に8本以上の列車が停車するようになった。また、草津駅への207系乗り入れが復活し、湖西線には来なくなった。

### 7月25日
東海でダイヤ改正。
特急「しなの」に使われる車両が381系から新たに造られた383系に置き換えられ、スピードアップが図られた。またこれ以降、東海が発注した車両による特急列車には“ワイドビュー”が冠されるようになった。

### 7月31日
西日本では、紀勢本線（きのくに線）に制御振り子付の新型特急車両283系を投入、「スーパーくろしお オーシャンアロー」として381系「くろしお」の新宮駅発着3往復が置き換えられた（ダイヤは変更なし）。これに伴って381系の運用も変更され、定期「くろしお」は全列車がグリーン車指定席連結となった。

### 9月1日
北海道では、富良野線に緑が丘駅が開業した。

### 10月1日
西日本でダイヤ修正。
JR神戸線に甲南山手駅が開業した。

### 10月5日
西日本のアーバンネットワークの一部地域でダイヤ改正。
阪和線・大阪環状線・大和路線の土曜日のダイヤが土曜・休日ダイヤに統合された。

### 12月1日
東日本の首都圏地域を中心にダイヤ改正。
各線の土曜日ダイヤが廃止され、土曜・休日ダイヤに統合された。
中央線快速では快速運転時間帯を大幅に拡大した。
武蔵野線では全列車8両編成に統一され、201系が運用を離脱した。
外房線では東浪見（とらみ）駅 - 長者町駅間が複線化された。
特急「わかしお」「さざなみ」の一部区間で最高速度の向上が図られ、所要時間が数分程度短縮された。
東海では、383系が「（ワイドビュー）しなの」として本格運用を開始し、381系の定期運用は廃止された。また、大阪駅発着の「しなの」と急行「たかやま」は新大阪駅にも停車するようになった。

## 1997年（平成9年）

### 3月8日
西日本のアーバンネットワークでダイヤ改正。
JR東西線が開業し、この路線を経由してJR神戸線・JR宝塚線から学研都市線への直通運転を開始した。日中時間帯の普通は高槻駅 - 尼崎駅・須磨駅間と松井山手駅 - 西明石駅間の運行に再編された（須磨駅 - 西明石駅間は207系のみ）。これに伴い、JR京都線での207系運用は大幅に減らされ、京都駅には来なくなった。加古川始発の電車における207系の運用が復活した。高槻駅 → 大阪駅間の朝の普通は4分等間隔に増発された。吹田発も高槻発に延長され、103系の高槻駅への乗り入れが復活した。尼崎駅にJR神戸線の新快速・快速が全列車停車となり、高槻駅も新快速の全列車停車駅となった。また、朝の大阪・高槻行きの新快速はすべて京都方面行きに変更された。223系（1000番台）が44両追加投入され、日中の快速は221系に統一されたほか、新快速は221・223系の連結運用も設定された。
学研都市線では朝ラッシュ時に快速が設定され、日中は1時間に8本（快速・普通とも4本：京橋駅 - 四条畷駅間は6本）になり、木津駅発着も2本に増発された。また、車両も207系の7両編成に統一された。
JR宝塚線では日中にJR東西線に直通する宝塚駅発着の快速が設定された。夕方に速達快速を設定し、この時間帯の普通の新三田行きを篠山口行きに変更した。
湖西線では夕方の京都発の快速設定と永原駅の終電繰り下げを行った。
嵯峨野線では早朝に1本増発され、京都駅での新幹線接続が改善された。夕方ラッシュ時の快速が福知山駅まで行くようになった。
大和路線では、久宝寺駅が区間快速の停車駅に昇格した。日中の加茂駅発着列車および和歌山線の高田駅までの列車が増発された。王寺駅発着の普通の2本が奈良駅発着に変更され、JR難波駅 - 奈良駅間の全駅で1時間に6本停車するようになった。また前述の223系の追加投入により221系の一部が大和路線に転属され、日中の大和路快速・区間快速はすべて221系となった。
和歌山線・桜井線では奈良駅 - 高田駅 - 和歌山駅間の列車が設定された。（従来のそれぞれの王寺駅発着を統合）
今宮駅に大阪環状線用のホームが設置され、大阪環状線の電車も停車するようになった。
学研都市線の旧型自動改札機が更新され、アーバンネットワーク各路線への自動改札の導入が始まった。
赤穂線では朝夕の快速を新快速に変更した。また、JR神戸線直通列車が1往復増発された。
この日、JR東西線の7駅が開業したほか、奈良線ではJR藤森駅が開業、学研都市線では上田辺駅がJR三山木駅に、田辺駅が京田辺駅にそれぞれ改称された。JR東西線の開業に伴って学研都市線の京橋駅 - 片町駅間が廃止された。
「スーパー雷鳥（サンダーバード）」が「サンダーバード」に、「スーパーくろしお（オーシャンアロー）」が「オーシャンアロー」にそれぞれ改称された。

### 3月22日
各社でダイヤ改正実施。
新幹線
東日本で2番目のミニ新幹線として秋田新幹線が開業し、東京駅 - 秋田駅間にE3系による「こまち」13往復（仙台駅発着も1往復）が設定され、「秋田リレー」は使命を終えて廃止された。東北新幹線ではE2系が投入され、275km/h運転が開始された。
西日本では、山陽新幹線「のぞみ」が新たに500系が投入された。同車両による「のぞみ」は最高速度が300km/hで、当時の日本の営業列車の最高速度記録を持っていた。
JR北海道
振子式自己操舵台車を採用して開発されたキハ283系が札幌駅 - 釧路駅間の特急「スーパーおおぞら」に投入され、軌道設備の改良もあり大幅に高速化された。
札幌都市圏では、前年12月に731系が、今回の改正よりキハ201系がそれぞれ営業運転を開始、電化区間では両形式を併結した「電車と気動車の協調運転」も行われるようになった。
直後の4月1日、留萠本線が「留萌本線」に、留萠駅が「留萌」駅に、石北本線の相ノ内駅が「相内」駅に、同じく東相ノ内駅が「東相内」駅にそれぞれ表記変更された。
JR東日本（在来線）
寝台特急関係では、東日本で再び淘汰が進み、「あけぼの」が東北・陸羽東・奥羽本線経由から、上越・羽越線経由（それまでの「鳥海」と統合）に変更された。
秋田新幹線関連の改軌工事で運休・バス代行輸送となっていた田沢湖線の普通列車が運転を再開、701系5000番台が投入された。
秋田駅 - 青森駅間の特急「たざわ」は特急「かもしか」に改称され、通常時の編成両数も5両から3両に減少された。
磐越西線では、中山宿駅のスイッチバックが廃止された。また陸羽東線では6つの駅で駅名改称が行われたほか、気仙沼線では大谷駅が大谷海岸駅に改称された。
横浜線では、直後の4月1日に八王子みなみ野駅が開業した。
JR西日本（在来線）
第三セクター鉄道の北越急行ほくほく線が開業し、東京と北陸地方とを結ぶ最短ルートとなったため、上越新幹線に接続して越後湯沢駅 - 金沢駅間を中心に、485系・681系による特急「はくたか」が10往復設定された。これにより、長岡駅接続の特急「かがやき」は使命を終えて廃止された。
米原駅発着の特急「きらめき」は「加越」に統合された。
山陰本線（米子地区）では、客車使用の普通列車が「だいせん」の快速運転区間を除いて消滅した。特急「やくも」の始発・終発が繰り上げ・繰り下げになり、松江駅折り返しを出雲市駅発着に統一した。
広島地区では芸備線で、日中時間帯の広島駅 - 下深川駅間を1時間あたり2本に増発したほか、急行「ちどり」の備後庄原駅 → 備後落合駅間が普通列車になった。この改正と前後して芸備線のキハ58系での運行列車が大幅に削減された。
直後の4月1日、美祢線の南大嶺駅 - 大嶺駅間（通称「大嶺支線」）が廃止された。
JR九州
博多駅 - 大分駅間の小倉駅経由特急の愛称が「ソニック」に統一されるとともに、1時間ヘッドでの運転となった。日田彦山線に一本松駅が開業した。
また、この改正とともに東日本では普通列車が全面禁煙となり、主な普通列車・都市圏電車に設置されていたシルバーシートを「優先席」に名称変更。高齢者だけでなく身障者・負傷者・妊婦・乳幼児連れなどにも対象を広げ、それを示す絵入りのマークに付け替えられた。
なお直後の4月1日には、消費税率の引き上げ（3％ → 5％）および特別地方消費税の導入に伴い、各社で運賃および料金の改定が実施された。

### 9月1日
西日本のアーバンネットワークでダイヤ改正。
尼崎駅構内の改良工事が完成した。JR神戸線（内側線）からJR宝塚線への直通運転が可能となり、尼崎駅発着の普通と大阪駅 - 新三田駅間の普通が統合された（201系・205系が宝塚線に乗り入れ）。JR京都線での207系の運用が増加し、京都駅への乗り入れが復活した。草津駅にも土曜・休日に限り乗り入れが復活した。103系も京都駅への乗り入れが復活した（当該列車は塚本駅に停車）。福知山線を走る特急列車や急行「だいせん」が尼崎駅に停車するようになった。JR宝塚線から東西線に直通する普通1本が湖西線直通に変更された。朝時間帯の福知山発大阪行きの列車1本は快速に変更され、補充として新三田発の普通が設定された。
新快速は平日の朝5時台に姫路発大阪行きとその折り返し7時台の大阪発姫路行き、夜には大阪発23時台の姫路行きと野洲行きが増発された。朝ラッシュ時に加古川発の普通が増発（2本 → 5本）された。京都駅新ビルの全面完成に伴いJR京都線では日中の京都駅発着の普通電車が復活し、全駅で1時間に8本以上停車するようになった。高槻駅 - 京都駅間で各駅停車になる快速が増え（夕方の大阪発の外側快速は除く）、新快速通過駅の8本停車の時間帯が21時台まで拡大した。
学研都市線の始発・最終の長尾駅発着は松井山手駅発着に変更された。
大和路線では久宝寺駅の待避線（JR難波方面行きのみ、奈良方面は1998年3月14日に完成）ができ、区間快速と普通との相互接続運転になった。
奈良線では日中の宇治駅発着を城陽駅発着に変更した。
天王寺駅始発で大阪環状線を一周する関空快速が設定された。
関西空港線では曜日限定で始発の繰り上げが行われた。

### 10月1日
東日本を中心にダイヤ改正。
新幹線
長野オリンピックの開幕を4ヶ月後に控え、北陸新幹線の高崎駅 - 長野駅間が「長野行新幹線」（後に当区間を長野新幹線と通称）として開業、E2系による「あさま」が東京駅 - 長野駅を下りは最速1時間19分、上りは最速1時間21分（在来線特急のおよそ半分）で結ぶようになった。同時に信越本線の碓氷峠を挟む横川駅 - 軽井沢駅間はJRバスに転換される形で廃止され、軽井沢駅 - 篠ノ井駅間は第三セクター鉄道の「しなの鉄道」に転換された。JR東日本管内の廃線は、第3セクターへの転換を除けば1987年4月の民営化以来初となる。
東北新幹線・上越新幹線の愛称をそれまでの速度別から目的地別に分けることになり、「あおば」・「とき」の愛称がそれぞれ「やまびこ」・「あさひ」に統合されて消滅し、上越新幹線の東京駅 - 高崎駅・越後湯沢駅（ただし、冬季期間はガーラ湯沢駅）間の区間運転系統の愛称として「たにがわ」が登場した（これに伴って在来線特急の「新特急谷川」は「新特急水上」に改称））。
東京駅では新幹線ホーム（20・21番ホーム）が拡張されて2面4線の体制となり（既存の12・13番ホームは22・23番ホームに改番）、1991年6月20日の東京駅延長後も少ないながら残されていた上野駅発着の定期列車はすべて東京駅発着に変更された。
JR東日本・西日本の在来線
北陸新幹線（高崎駅 - 長野駅間）先行開業に伴い、特急「あさま」・「白山」が廃止された。また、「能登」が再び上越線経由に変更された。
長野駅 - 直江津駅間では、それまでの「あさま」の代替列車として、北陸新幹線の接続列車による普通列車・快速列車の「信越リレー妙高」（後に「妙高」と改称）が設定され、長野駅 - 新潟駅間に設定されていた急行列車「赤倉」が、特急列車「みのり」に統合された。
常磐線では、E653系が投入され、上野駅 - 水戸駅・勝田駅の間特急「フレッシュひたち」が登場し、特急32往復のうち25往復が分割民営化後の新型車両に置き換わった。また「スーパーひたち」・「フレッシュひたち」・「ひたち」の号数がこれまでの列車別から3列車の通し番号に変更された。
在来線特急「あさま」・「白山」の廃止に伴い、高崎線・宇都宮線では列車の増発、昼間時間帯のパターンダイヤ化が中央本線の特急「あずさ」・「かいじ」の車両のグレードアップ車両の拡充（旧「あさま」の車両を転出）が図られた。
信越本線（長野地区）に今井駅が、五能線にあきた白神駅がそれぞれ開業、また同年12月27日には上越線に上越国際スキー場前駅が開業した。
新特急「水上」・新特急「草津」の一部の列車は大宮駅 - 深谷駅間無停車（熊谷駅は通過）に変更され、上牧駅は全列車通過に変更された。
JR東海
名古屋地区の中央本線に名古屋駅 - 多治見駅間で快速列車を増発した。夜行急行「ちくま」は客車（12系座席車 + 14系B寝台車／西日本車）から383系（大阪駅発着「しなの」の折り返し運用）に置き換えられた。
JR四国
土佐くろしお鉄道宿毛線（中村駅 - 宿毛駅間）が開業し、土讃線からの特急「南風」・「しまんと」・「あしずり」の一部が中村駅発着から宿毛駅発着に変更された。

### 11月29日
西日本方面でダイヤ改正。
新幹線
東海道・山陽新幹線では、500系の東京駅乗り入れが開始された。「名古屋飛ばし」で知られた「のぞみ301号」（新大阪行き）は後続の「のぞみ1号」（博多行き）に統合（東京駅発車時刻を6時ちょうどに繰り上げおよび新横浜駅にも停車）される形で廃止された。新横浜駅停車の「のぞみ」が3本から16本に拡大された。また、「ひかり」に300系を投入し速達化を図った。新岩国駅と東広島駅は「ひかり」が通過する駅となった。
在来線
東京駅発着の九州方面寝台特急の運転区間が短縮され、「はやぶさ」の発着駅が熊本駅に、「富士」の発着駅も大分駅になった。
1995年7月の集中豪雨（7.11水害）で不通となっていた大糸線・南小谷駅 - 小滝駅間が復旧し、大糸線は同日より全線での運転が再開された。
岡山地区では岡山駅 - 鳥取駅間に智頭急行線経由の特急「いなば」が新設され、津山線・因美線経由の急行「砂丘」が廃止された。これにより津山線では大半が快速「ことぶき」に変更され、1往復は急行「つやま」として運転を継続することとなった（半室グリーン車のキロハ28は2003年で廃止）。
広島地区では芸備線の広島発志和口行きの最終を22時半から23時に繰り下げ、最終「のぞみ」から接続するようにようになった。

## 1998年（平成10年）

### 3月14日
西日本・四国でダイヤ改正。
東日本
京浜東北線・根岸線では、209系への置き換えが完了した。
横浜線快速が相模原駅に停車するようになった。
武蔵野線に東松戸駅が、常磐線にひたち野うしく駅が、東北本線（盛岡地区）に紫波中央駅がそれぞれ開業した。
中央本線では、前年10月の大月駅列車衝突事故でE351系が被災したのに伴い、代替編成が製造されるまでの暫定措置として特急「スーパーあずさ」の2往復を183・189系「あずさ」に変更した（号数は変更なし。E351系「スーパーあずさ」で運転の日もあり）。
西日本
JR神戸線では、明石海峡大橋の開通に伴い舞子駅に電車線の快速が停車するようになったほか、西ノ宮駅（現在の西宮駅）に外側快速がすべて停車するようになった。朝の大阪発の姫路方面行き快速2本を野洲発（京都駅から快速：4時台は従来の京都行きを延長、5時台は新設）に変更した。土曜・休日の22時台に新快速を1本増発した。
播州赤穂駅に直通する新快速が増発され、赤穂線に223系が毎日来るようになった。また、平日の昼前に1往復増発し、常時2本で運行されるようになった。
播但線の姫路駅 - 寺前駅間が電化され、朝夕に増発が行われた。電化用として103系の改造車（3500番台）が投入された。
JR宝塚線では終電の繰り下げが行われ、宝塚行きを新三田行き、東西線の終電の尼崎行きを宝塚行きに延長した。
草津線では夜の貴生川駅折り返しが柘植駅まで延長された。
大和路線では久宝寺駅で両方向とも相互接続するようになった。夜の区間快速が増発された。和歌山線に直通する区間快速1本を五条行きに変更し、221系は和歌山駅まで来なくなった。
関空特急「はるか」は日根野駅に停車するようになった。
四国
高徳線では、特急「うずしお」の一部に2000系気動車の改良型となる通称「N2000系」が投入され、130km/h運転が開始された。また同線にオレンジタウン駅が開業した。
徳島線では、特急「剣山」の一部が牟岐線に直通するようになった。また、急行「よしの川」の車両が特急型のキハ185系気動車に置き換えられた。

### 7月10日
東海と西日本が共同開発した寝台電車の285系電車が特急「出雲」1往復と「瀬戸」に投入され、同車両の愛称が“サンライズエクスプレス”であったことからそれぞれ列車愛称も「サンライズ出雲」・「サンライズ瀬戸」に変更された。「サンライズ出雲」は運行車両の動力の関係で従来の山陰本線経由から伯備線経由に変更された。客車列車の「出雲」1往復は浜田駅発着から出雲市駅発着に見直された。またこれによりJR四国管内からは客車による定期旅客列車が消滅した。

### 10月3日
西日本でダイヤ改正。
新幹線
500系使用の「のぞみ」が増発され、改正前は東京駅 - 博多駅間5往復だったものが7往復に増発された。
在来線
JR神戸線では、日中の須磨駅折り返しの普通を西明石駅発着に延長・統一した。これによって大阪駅 - 西明石駅間の各駅では1時間に8本以上の列車が停車するようになった。毎日朝時間帯に大久保駅折り返しの普通が設定された。琵琶湖線の駅では接続改善を行った。JR宝塚線の吹田発を高槻発、新大阪駅発着を高槻駅発着に延長した。学研都市線では長尾発京橋行きの列車を塚口行きに延長した。
阪和線では、223系の付属2両編成の連結位置をこれまでの大阪側から関西空港側に変更した。天王寺発で大阪環状線を環状運転する関空快速が設定された。
広島地区の可部線では終電繰り下げが行われた。芸備線では急行「たいしゃく」の時刻を繰り上げ、広島駅で「のぞみ」に接続するようになった。

### 12月8日
北海道・東日本でダイヤ改正。
キハ283系の増備により、「おおぞら」1往復を「スーパーおおぞら」に、「おおぞら」1往復を「スーパー北斗」に変更とした。
秋田新幹線「こまち」用のE3系が、5両編成から6両編成に増強された。
赤羽駅付近の高架化工事が完了し、東北貨物線（現在湘南新宿ラインの走る線路）が複線になったことから、宇都宮線・高崎線でダイヤ改正が行われた。両線とも、朝上り池袋行き1本が増発され、増発された列車は、池袋駅で同一ホームで新宿行きに連絡できるダイヤとなった。また、これに伴い、「成田エクスプレス」も成田空港行き3本が大宮発に延長された（大宮行きは2本）。
中央・総武線各駅停車では、209系500番台が投入された。
常磐線では、E653系の増備に伴って485系「ひたち」がすべてE653系「フレッシュひたち」に置き換えられた。これにより上野駅を発着する485系の定期特急列車は消滅した。また「さわやかひたち」・「ホームタウンひたち」の愛称が廃止されたほか、「ホームライナー土浦」も廃止された。
大糸線では、E127系100番台が投入された。
特急「はくたか」は、ほくほく線内の最高速度が 150km/h に引き上げられた。

## 1999年（平成11年）

### 2月7日
西日本（広島地区）でダイヤ改正。
呉線に水尻駅・かるが浜駅が開業、川原石駅は移設されて交換設備を新設、輸送力の増強を行った。これにより、従来昼間時のみの運転だった快速列車をラッシュ時にも新設し、呉駅以東 - 広島駅以西の所要時間短縮が図られた。

### 3月13日
各地でダイヤ改正。
東海道・山陽新幹線
700系が運行を開始した。また、厚狭駅に新幹線ホームが設置されて「こだま」が停車するようになった。
東日本
山形新幹線の新庄駅への延伸工事の進捗に伴い、奥羽本線では山形新幹線の延伸ルートとなる山形駅 - 新庄駅間の運転を休止し、バス代行輸送とした。これにより特急「こまくさ」および快速「月山」が廃止された。
特急「こまくさ」の廃止に伴い、奥羽本線の新庄駅 - 秋田駅間で701系電車による快速「こまくさ」が3往復新設された。
磐越西線では、新潟県内で静態保存となっていた C57 180 を復元させて会津若松駅 - 新潟駅間に快速「SLばんえつ物語号」を設定、主にゴールデンウイークからクリスマスにかけての土曜・休日を中心に運転。
前日の3月12日には、両毛線に前橋大島駅が開業した。
西日本
加古川線の時刻が変更され、等間隔になった。
山陰本線では、1993年3月18日のダイヤ改正で神西駅から改称された出雲大社口駅が出雲神西駅に再び改称された。
四国
徳島線の急行「よしの川」が特急「剣山」に統合され、四国管内の急行列車が全廃された（JR旅客6社では初）。高徳線の特急「うずしお」は、牟岐線直通が廃止された。牟岐線には、高徳線にも徳島線にも直通しない特急「むろと」が設定された。また、「マリンライナー」の15時以降の高松行きが全列車妹尾駅に停車するようになった。
九州
佐世保駅 - 長崎駅間に日本初の人名を由来にした特急列車「シーボルト」が新設。博多駅 - 熊本駅間で「有明」が増発され、日中の特急が1時間あたり3本運転になった。また、博多駅 - 大分駅間のソニックがスピードアップされ、最速列車は1時間59分となった。

### 4月1日
西日本では、ユニバーサル・スタジオ・ジャパン（USJ）の建設工事に伴い、桜島線で安治川口駅 - 桜島駅間のルート変更によるダイヤ修正。同区間の営業キロは0.1km長くなった。

### 5月10日
西日本のアーバンネットワークでダイヤ改正。
223系が2000番台として追加投入され、新快速が朝ラッシュ時のみ最高速度を時速130kmに向上させた。この時間帯の通過待ち駅に御着駅・土山駅・大久保駅が追加された。外側快速の113系運用が廃止された。安土発の新快速の各駅停車区間が草津駅までとなった。
奈良線・湖西線では終電の繰り下げが行われ、新快速から接続するようになった。
桜島線では京橋駅発着が廃止され、編成短縮と増発が行われた。
学研都市線では区間快速が設定された。日中の京橋駅 - 四条畷駅間の往復は4両編成に変更された。
阪和線では大阪環状線直通の紀州路快速が新設され、日根野駅で関空快速と分割併合を行うようになった。これに伴って「関空特快ウイング」が廃止されたほか「関空快速」の号数表記も廃止された。また、快速（関空快速・紀州路快速・B快速を含む）が新たに三国ヶ丘駅にも停車するようになり（これに伴って天王寺駅 - 鳳駅間の「区間快速」は「快速」に変更）、紀伊駅・六十谷駅では快速（紀州路快速を含む）が全列車停車するようになった。この運行形態の変更に伴い、223系（0番台）は2両編成7本・6両編成9本から3両編成・5両編成各9本に組成変更され、先頭車の不足分として223系2500番台が4両投入された。
きのくに線（紀勢本線）は御坊駅発着と紀伊田辺駅発着の順序が入れ替わった。

### 7月2日
九州では、鹿児島本線の枝光駅 - 八幡駅間でルート変更、新ルートにスペースワールド駅が開業した。このルート変更で同区間の営業キロが1.0km短縮され、並行する山陽新幹線・小倉駅 - 博多駅間の営業キロも同様に短縮された。

### 7月16日
上野駅 - 札幌駅間で寝台特急「カシオペア」が運転を開始した。代わりに寝台特急「北斗星」は3往復のうち1往復が臨時列車に変更された。

### 10月1日
九州でダイヤ改正。
豊肥本線熊本駅 - 肥後大津駅間の電化に伴い、特急「有明」の乗り入れが復活した。熊本・大分地区でワンマン運転および815系電車運行が開始された。

### 10月2日
東海・西日本でダイヤ改正。
新幹線
東海道・山陽新幹線では博多駅発着の300系「のぞみ」が700系に置き換えられた。100系X編成が運用を離脱した。
在来線
舞鶴線電化に伴い京都駅 - 東舞鶴駅に特急「まいづる」が新設され、気動車急行「わかさ」が快速に格下げとなる形で廃止された。特急列車も大幅に改編され、「タンゴエクスプローラー」が新大阪駅発着に、「タンゴディスカバリー」は京都駅発着となり、同時に「北近畿」との連結は廃止された。また「エーデル鳥取」・「エーデル北近畿」がそれぞれ廃止された。
夜行急行「だいせん」は客車（12系座席車 + 14系B寝台車）からキハ65形気動車（エーデルタイプ）に置き換えられた。
新快速の時速130km運転が1本増発された。日中のJR宝塚線快速の大阪発の時刻が変更された。きのくに線では新大阪発新宮行きの片道のみ運行していた最終の夜行列車（通称・太公望列車）を紀伊田辺行きに短縮した。

### 12月4日
東日本・東海を中心にダイヤ改正。
新幹線
山形新幹線が山形駅 - 新庄駅間で延伸され、E3系1000番台が投入された。
東北新幹線ではE2系の増備がすすみ、「やまびこ」のスピードアップを図った。特に「こまち」を併結する「やまびこ」は全列車がE2系となった。
東日本（在来線）
改軌工事により同年3月13日から運休・バス代行輸送となっていた奥羽本線・山形駅 - 新庄駅間の普通列車の運転が再開、701系5500番台が投入されて既存の719系5000番台と共通で運用。また「山形線」の愛称が福島駅 - 山形駅間から福島駅 - 新庄駅間に拡大された。その山形線においては蟹沢駅がさくらんぼ東根駅に、楯岡駅が村山駅に改称された。
その新庄駅で接続する陸羽西線・陸羽東線では全列車がキハ110系での運転となり、陸羽西線は「奥の細道最上川ライン」、陸羽東線は「奥の細道湯けむりライン」の愛称が与えられた。陸羽東線では3つの駅で駅名改称が行われ、快速「いでゆ」は「湯けむり」に改称された。
磐越西線では、クロハ455-1を含む455系S40編成の定期運用を取り止め、快速「ばんだい」は全列車がモノクラス（普通車自由席のみ）となった。
北上線では、快速「きたかみ」が普通列車に変更される形で廃止された。
総武線快速 - 横須賀線では、E217系への置き換えが完了したことから、スピードアップが図られた。
横浜線では、地上設備の改良により各駅における通過速度の制限が解除されたことから、快速列車の増発と所要時間の短縮が図られた。
常磐線各駅停車 - 地下鉄千代田線では、千代田線のATC更新工事が完了したことから、209系1000番台を投入してラッシュ時に列車を増発した。
東海（在来線）
大阪駅 - 飛騨古川駅間の急行「たかやま」が特急「ひだ」に格上げ（名古屋駅発着のひだ（当時の3号と14号）と岐阜駅にて分割併合）され、「ひだ」は定期運転が8往復から10往復に増発された。名鉄から高山本線に乗り入れる特急「北アルプス」は美濃太田駅 - 高山駅間をひだ7号と18号との併結運転となった。
急行「かすが」はキハ58・65形からキハ75形に置き換えられ、上り名古屋行きは運転時刻が約40分繰り下げられて奈良での滞在時間が拡大された。
名古屋近郊では313系の投入およびキハ75形の増備により、名古屋地区の在来線で大規模な改正が行われた。東海道本線では快速のスピードアップが行われ、特別快速新設とともに武豊線直通の快速列車が増発された。快速列車は岐阜駅 - 大垣駅間の途中停車駅に西岐阜駅・穂積駅が追加された。これに伴い、大半の普通列車が岐阜駅で折り返しとなった。大垣駅 - 米原駅間では1時間の本数が2本に増発された。中央本線では有料指定制快速「セントラルライナー」が運転を開始した。 新型車両の投入でJR東海の地方線区ではワンマン運転区間が大幅に増えた（名古屋地区では武豊線・関西本線・中央本線の中津川駅以北など）。
西日本（在来線）
姫新線と因美線で昼間の運休が設定された。岡山地区の快速「サンライナー」ではワンマン化された。
九州
久大本線で客車使用の普通列車が消滅した。
寝台列車
九州寝台特急の削減が行われ、「さくら」は佐世保駅発着編成が廃止され、鳥栖駅まで「はやぶさ」との併結運転となった。